# Coelioxys obtusata
Coelioxys obtusata är en biart som beskrevs av Paolo Magretti 1895. 
Coelioxys obtusata ingår i släktet kägelbin och familjen buksamlarbin. Inga underarter finns listade i Catalogue of Life.